# Chiliocephalum
Chiliocephalum é um género botânico pertencente à família Asteraceae.